# Teretrius orbus
Teretrius orbus är en skalbaggsart som beskrevs av Lewis 1888. Teretrius orbus ingår i släktet Teretrius och familjen stumpbaggar. Inga underarter finns listade i Catalogue of Life.